# Cine ABC
L'Cine ABC o ABC Cinema (1961-2000) va ser una sala d'exhibició cinematogràfica ubicada en el número 306 del Carrer de Balmes de Barcelona. Va obrir les portes per les festes de Nadal de 1961 amb la projecció de la pel·lícula de la Paramount Brumas de inquietud protagonitzada per Lana Turner, Barry Suvillan i Glynis Johns. El cinema tenia una capacitat de 914 butaques. El cinema ABC es va fer conegut per les seves dimensions de les sales i vestíbuls. Tot i que es va proclamar un cinema d'estrenes exclusives, aviat va caure en la modalitat de continuació d'estrenes. 
El 19 de juliol de 1971, Pere Balañá va fer-se càrrec del cinema. Tot i que va tornar a projectar estrenes en exclusiva, el seu futur es veia girant al voltant d'altres sales més grans i poderoses de la cadena. La funció que tenia aquest cine per a Balañá era de cobrir les zones del centre de la ciutat amb les estrenes programades. Entre el 1963 - 1967, el cine va ser la primera seu de la Filmoteca Espanyola a Barcelona. Aquesta va iniciar-se amb un cicle dedicat a Michelangelo Antonioni. Projectava les pel·lícules de els dilluns, la resta de la setmana actuava com a sala comercial. El Grup Balañá va tancar les portes del cinema ABC el 6 de juliol de 2000.